# Casa Cruells
Casa Cruells és una obra del municipi de Roquetes (Baix Ebre) inclosa en l'Inventari del Patrimoni Arquitectònic de Catalunya.

## Descripció
Casa torre d'habitatge de planta quadrada. Consta de planta baixa i dos pisos, amb la coberta a dues aigües. Té un petit cos de planta baixa, afegit al llarg del costat dret de l'edifici (mirant des de la façana principal) coronat amb una balustrada, i un altre cos connectat pel costat de darrere que es prolonga per la banda esquerra. Per tota la façana principal i la lateral esquerra hi ha un ràfec que arriba gairebé al començament del primer pis. Presenta una distribució simètrica dels elements de la façana. Queden restes d'alguns motius decoratius pictòrics de caràcter geomètric. El material emprat és bàsicament el maó. Està voltada d'arbres (excepte la part posterior) i hi ha un gran camp precedint l'entrada principal, lloc on se celebren els bous a les festes i se situen les atraccions.